# هوندرا
هوندرا (اسپانیایی: Hundra‎) یک فیلم فانتزی ایتالیایی-آمریکایی-اسپانیایی است که در سال ۱۹۸۳ منتشر شد.

## بازیگران
- جهانگیر غفاری
- لورین لاندن
- ماریا کاسال
- آسوسنا ارناندس
- فرانک برانیا